# Jean Lambert-wild

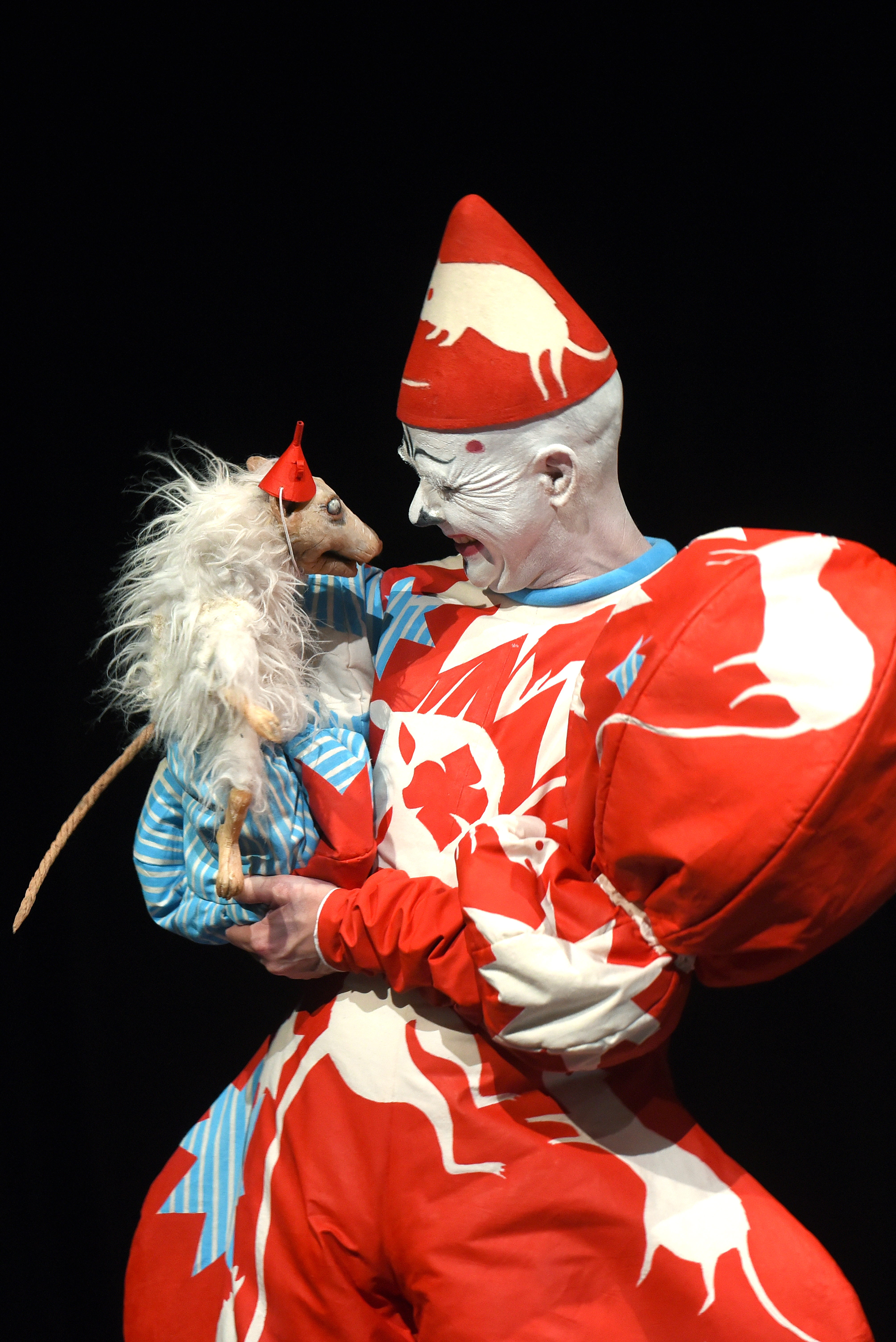
Le Clown Gramblanc

Jean Lambert-wild est un clown blanc et un homme de théâtre français, né le 22 septembre 1972 à l'île de La Réunion.

## Parcours
Après une enfance passée à La Réunion, Jean Lambert-wild rejoint la métropole en 1990 et poursuit des études de philosophie à l’université Jean-Moulin-Lyon-III. Il fait son apprentissage du théâtre auprès de différents maîtres de la mise en scène : d'abord Michel Dubois qui lui ouvre les portes de la Comédie de Caen. D'apprenti, il devient assistant à la mise en scène. Il sera ensuite assistant de Jean-Yves Lazennec, de Michel Simonot, de Philippe Goyard et de Matthias Langhoff durant plusieurs années.
En 1997, il rencontre Henri Taquet, directeur du Granit - Scène nationale de Belfort. Il s'installe alors à Belfort et fonde la Coopérative 326 avec Catherine Lefeuvre.
En 2007, il est nommé par le ministère de la Culture à la direction de la Comédie de Caen, Centre dramatique national de Normandie, fonction qu'il occupe jusqu'au 31 décembre 2014.
En 2015, il est nommé par le ministère de la Culture à la direction du théâtre de l'Union, Centre dramatique national du Limousin, et de L'Académie - École supérieure professionnelle de théâtre du Limousin, fonction qu'il occupe jusqu'au 31 décembre 2020.
En 2020, à la suite d'un conflit social avec les salariés du théâtre de l'Union, il démissionne du théâtre de l'Union.
Depuis janvier 2021, il est le directeur artistique de la coopérative 326.

## Théâtre

### L'Hypogée
Les créations que Jean Lambert-wild propose questionnent la création dramatique contemporaine à travers des textes du répertoire classique et contemporain.
" Le théâtre qu’il défend est par essence un art multi «médium», le lieu où les codes de toutes les disciplines artistiques s’expriment et font sens. Il constitue alors pour chacun de ses projets un phalanstère de collaborateurs et place au centre de ses créations la mise en réseau de compétences artistiques, techniques, scientifiques ou universitaires, afin d’explorer de nouvelles perspectives pour l’art théâtral et l’écriture scénique. "
En 1990, il écrit et met en scène Grande Lessive de Printemps qui sera présentée au théâtre de l'Espace 44 à Lyon. Cette aventure marquera le début de la construction de son Hypogée.
Cette Hypogée se compose de trois Confessions, trois Mélopées, trois Épopées, deux Exclusions, un Dithyrambe et 326 Calentures.
Au fil des ans et des œuvres, il constitue ainsi le corpus de l’Ecmnésie et des Calentures.

#### L'Écmnésie
L'Ecmnésie regroupe les Confessions, les Mélopées et les Épopées de son Hypogée ainsi que ses autres projets.

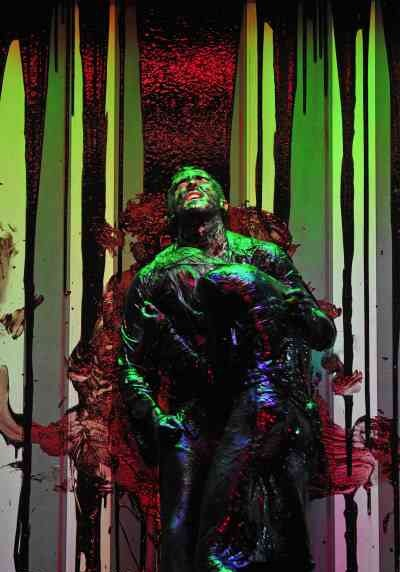
2012 - War Sweet War.

- 1990 : Grande lessive de printemps - Première Confession de l'Hypogée, spectacle de Jean Lambert-wild, création à l'Espace 44 à Lyon
- 1992 : La Naissance de la paix de René Descartes, spectacle de Jean Lambert-wild et du Groupe 3 création à l'université Lyon-III
- 1992 : Yvonne, princesse de Bourgogne de Witold Gombrowicz, spectacle de Jean Lambert-wild et du Groupe 3 création à l'université Lyon-III
- 1993 : Les Bacchides de Plaute, spectacle de Jean Lambert-wild et du Groupe 3 création à l'université Lyon-III
- 1994 : Les Troyennes de Sénèque, spectacle de Jean Lambert-wild et du Groupe 3 création à l'Université Lyon 3[12]
- 1997 : Aquarium d’après Maison d'arrêt d’Edward Bond, spectacle de Jean Lambert-wild au Café de l'harmonie – Lyon
- 1997 : V versus w, spectacle de Jean Lambert-wild, création au Café de l'Harmonie à Lyon.
- 1998 : Paradis, spectacle de Jean Lambert-wild, création au Café de l'Harmonie à Lyon.
- 1999 : Splendeur et lassitude du Capitaine Marion Déperrier, Épopée en deux Époques et une Rupture, texte de Jean Lambert-wild, création au Granit, Scène Nationale de Belfort[13].
- 2001 : Orgia de Pier Paolo Pasolini, spectacle de Jean Lambert-wild et Jean-Luc Therminarias, création au Théâtre National de la Colline à Paris[14].
- 2001 : Le Terrier, de Franz Kafka, spectacle de Jean Lambert-wild, création au Granit, scène Nationale de Belfort[15].
- 2002 : Spaghetti's Club, spectacle de Jean Lambert-wild et Jean-Luc Therminarias, création à La Filature, Scène Nationale de Mulhouse, puis présenté à la MC93 de Bobigny après des étapes de travail en Bulgarie et à Berlin[16].
- 2003 : Crise de nerfs - Parlez-moi d'amour, Deuxième Confession de l'Hypogée, spectacle de Jean Lambert-wild et Jean-Luc Therminarias, création dans le cadre du Festival d'Avignon 2003[17].
- 2005 : Mue, Un discours de Sereburã, accompagné d'un rêve de Waëhipo Junior et des mythes de la communauté Xavante d'Etênhiritipa, Première Mélopée de l'Hypogée, spectacle de Jean Lambert-wild et Jean-Luc Therminarias, création au château de Saumane, dans le cadre du Festival d'Avignon 2005[18].
- 2005 : Nous verrons bien, spectacle de Jean Lambert-wild, création au Festival Contre-Courant à Avignon[19].
- 2006 : Sade Songs, Une fable de Jean-Rémy Guédon, Stéphane Blanquet et Jean Lambert-wild, création à l'Allan, Scène Nationale de Montbéliard[20]
- 2007 : A corps perdu, et Arrêt sur Image, spectacles de Jean Lambert-wild créés dans la salle du Petit-Colombier de la Comédie-Française, puis tournée en Afrique de l'Ouest[21].
- 2008 : Le Malheur de Job, spectacle de Jean Lambert-wild, Jean-Luc Therminarias, Dgiz, Jérôme Thomas et Martin Schwietzkze, création à la Comédie de Caen - Centre Dramatique National de Normandie[22].
- 2009 : Ro-Oua ou le peuple des rois, spectacle de Jean Lambert-wild créé au Festival Contre-Courant à Avignon[23].
- 2009 : Le Recours aux forêts, spectacle de Jean Lambert-wild, Jean-Luc Therminarias, Michel Onfray, Carolyn Carlson et François Royet, création à la Comédie de Caen - Centre Dramatique National de Normandie dans le cadre du Festival Les Boréales 2009[24]
- 2010 : Comment ai-je pu tenir là-dedans ? d'après la chèvre de Mr Seguin d'Alphonse Daudet, une fable de Stéphane Blanquet et Jean Lambert-wild, création à la Comédie de Caen - Centre Dramatique National de Normandie, et nommé aux Molières 2010 dans la section "Jeune Public"[25].
- 2010 : La Mort d'Adam - Deuxième Mélopée de l'Hypogée, spectacle de Jean Lambert-wild, Jean-Luc Therminarias, François Royet et Thierry Collet, création dans le cadre du Festival d'Avignon 2010[26].
- 2011 : L'Ombelle du Trépassé, spectacle de Jean Lambert-wild et de Yann-Fañch Kemener, création à la Maison de la Poésie à Paris[27].
- 2011 : Nazarov le Trimardeur - Le miel, spectacle de Jean Lambert-wild et Stéphane Pelliccia, création à la Comédie de Caen - Centre Dramatique National de Normandie[28].
- 2012 : War Sweet War, spectacle de Jean Lambert-wild, Jean-Luc Therminarias, Stéphane Blanquet et Juha Marsalo, création à la Comédie de Caen - Centre Dramatique National de Normandie[29].
- 2012 : La Sagesse des abeilles, première leçon de Démocrite, spectacle de Jean Lambert-wild, Jean-Luc Therminarias, Michel Onfray, Lorenzo Malaguerra et François Royet, création à la Comédie de Caen - Centre Dramatique National de Normandie[30].
- 2012 : Mon amoureux noueux pommier, une fable de Jean Lambert-wild et Stéphane Blanquet, création au Théâtre national de Chaillot[31].
- 2013 : L'Armoire du Diable, spectacle de Jean Lambert-wild, création avec la troupe d'acteurs permanents du Théâtre National Hongrois de Budapest (Hongrie)[32].
- 2013 : Nazarov le trimardeur - Mon œuf, un spectacle de Jean Lambert-wild et Stéphane Pelliccia, créé à la Comédie de Caen - Centre Dramatique National de Normandie[33].
- 2014 : En attendant Godot, de Samuel Beckett, direction Jean Lambert-wild, Marcel Bozonnet et Lorenzo Malaguerra, création à la Comédie de Caen[34].
- 2014 : Splendeur et Lassitude du Capitaine Iwatani Izumi, spectacle de Jean Lambert-wild, Keita Mishima et Akihito Hirano, création au Shizuoka Performing Arts Center à Shizuoka (Japon)[35].

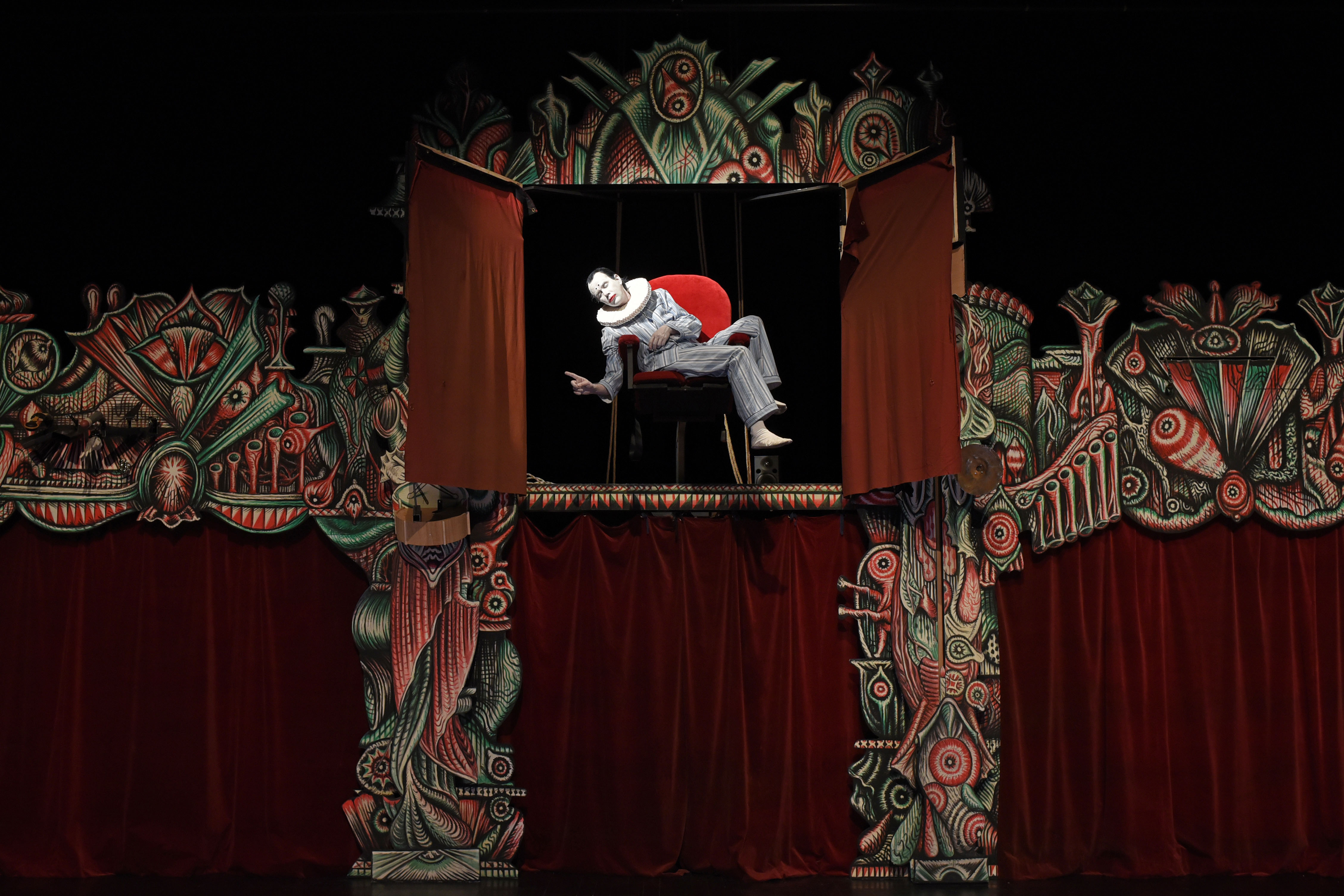
2015 - Richard III - Loyaulté Me Lie - Théâtre de l'Union, CDN du Limousin.

- 2016 : Richard III - Loyaulté Me Lie, d'après Richard III de William Shakespeare, spectacle de Jean Lambert-wild, Lorenzo Malaguerra, Stéphane Blanquet, Élodie Bordas et Jean-Luc Therminarias[36],[37], création au Théâtre de l'Union - Centre Dramatique National du Limousin.
- 2016 : Roberto Zucco, de Bernard-Marie Koltès, spectacle de Jean Lambert-wild et Lorenzo Malaguerra, création au Myeongdong Theater, Séoul (Corée) le 23 septembre 2016[38].
- 2018 : Yotaro au pays des Yôkais, spectacle de Jean Lambert-wild et Lorenzo Malaguerra, création au Shizuoka Performing Arts Center à Shizuoka (Japon)[39].
- 2019 : Dom Juan ou le Festin de Pierre, spectacle de Jean Lambert-wild et Lorenzo Malaguerra, création au Théâtre de l'Union - Centre Dramatique du Limousin[40]
- 2021 : La Chanson de Roland, spectacle de Jean Lambert-wild, Lorenzo Malaguerra et Marc Goldberg, création au Festival Poésie en arrosoir - La Chaux de Fonds [41]
- 2022 : Ubu Cabaret, un spectacle de Jean Lambert-wild et associés, création au Théâtre du Granit, scène nationale de Belfort[42]
- 2022 : L'Avare, un spectacle de Jean Lambert-wild et associés, création au Shizuoka Performing Arts Center à Shizuoka (Japon)[43].
- 2025 : Le Roi se meurt, un spectacle de Jean Lambert-wild et Catherine Lefeuvre, création au Festival Le Cabaret des curiosités - Le Manège Scène nationale de Maubeuge et le Phénix - Scène nationale de Valenciennes[44]

#### Les Calentures
Les calentures sont les fureurs poétiques tantôt burlesques, tantôt tragiques que traverse son clown en pyjama rayé.

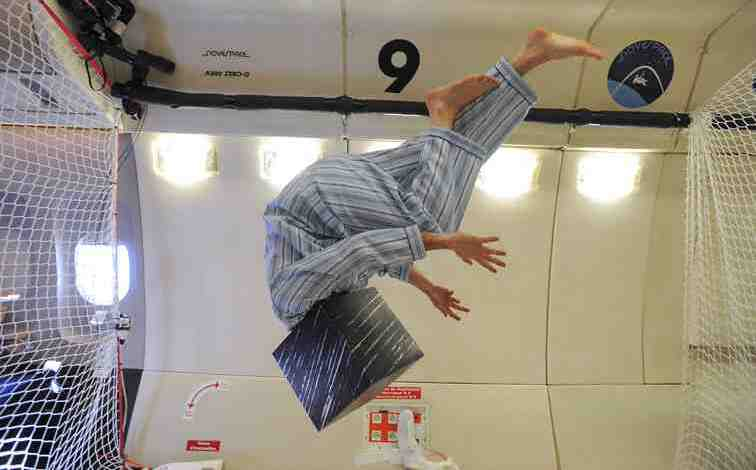
2013 - Space Out Space

- 1998 : In Memoriam in spem, Calenture no 18 de l'Hypogée, création à la Chartreuse de Villeneuve-les-Avignon[45].
- 2000 : Aphtes, Calenture no 4 de l'Hypogée, création à l'espace Gantner de Bourognes (Territoire de Belfort).
- 2002 : Ægri Somnia, Calenture no 2 de l'Hypogée, création à la piscine Georges-Rigal à Paris, en collaboration avec le théâtre national de la Colline[46].
- 2002 : Le Mur, Calenture no 27 de l'Hypogée, création à l'IRCAM - Paris[47].
- 2002 : Dédicace, Calenture no 29 de l'Hypogée, création à la Chartreuse, Festival d'Avignon.
- 2003 : Migraine, Calenture No 92 de l’Hypogée, création au Granit - Scène nationale de Belfort.
- 2003 : Tête à tête, Calenture no 88 de l'Hypogée, création au Granit - Scène nationale de Belfort, en collaboration avec l'UTBM.
- 2003 : Sourions au vent, Calenture No 36 de l’Hypogée, récitation à Etênhiritipa.
- 2004 : Mon corps à la patrie, tes cendres au Panthéon, Calenture no 3 de l'Hypogée, création au Festival d'Avignon[48].
- 2004 : Éjaculation, Calenture no 54 de l'Hypogée, création au Granit - Scène Nationale de Belfort.
- 2005 : My story is not a loft, Calenture no 17 de l'Hypogée, création au Festival d'Avignon.
- 2006 : Chantons sous la mort, Calenture no 325 de l'Hypogée, création au Festival des Escales Improbables à Montréal[49].
- 2006 : Remember and don't forget to play, Calenture no 145 de l'Hypogée création au Festival des Escales Improbables à Montréal.
- 2006 : Noyade, Calenture no 201 de l'Hypogée, création au Festival des Escales Improbables à Montréal.
- 2006 : Mon Savoureux, Calenture no 20 de l'Hypogée, création au Granit - Scène nationale de Belfort[50].
- 2006 : Faites-le taire! Calenture no 41 de l'Hypogée, création au Festival des Escales Improbables à Montréal.
- 2009 : Comme disait mon père, Calenture no 65 de l'Hypogée, éditée par les Solitaires intempestifs.
- 2009 : Ma mère ne disait rien, Calenture no 66 de l'Hypogée, éditée par les Solitaires intempestifs.
- 2010 : In Blood we trust, Calenture no 97 de l'Hypogée, création au Festival d'Avignon[51].
- 2012 : Le labyrinthe du Cicérone, Calenture no 59 de l'Hypogée création à l'Hôtel de Soubise à Paris avec la plasticienne Milène Guermont[52].
- 2012 : Petites peaux de confiture, Calenture no 47 de l'Hypogée création à l'Usine C à Montréal[53].
- 2012 : L'arbre à pyjamas, Calenture no 76 de l'Hypogée, création au Domaine d'Ô à Montpellier[54].
- 2012 : Climat Calenture no 26 de l'Hypogée, création au Domaine d'O à Montpellier.
- 2012 : Le temps perdu, Calenture no 256 de l'Hypogée, création à la Comédie de Caen - Centre dramatique national de Normandie.
- 2013 : Space out space, vol en apesanteur, Calenture no 113 de l'Hypogée, création avec le CNES à l'aéroport de Bordeaux-Mérignac[55].
- 2014 : Déclaration de Guerre, Calenture no 14 de l'Hypogée, création à L’Open Studio – Atelier de Paris CDNC, Paris.
- 2015 : J’ai oublié le code, Calenture no 99 de l'Hypogée, création au Voilah ! Festival à Singapour.
- 2016 : Le clown des Marais, Calenture no 225 de l'Hypogée, création au Voilah ! Festival à Singapour[56].
- 2017 : Le clown du ruisseau, Calenture no 226 de l'Hypogée, création au Lycée français de Singapour[57].
- 2017 : Le clown du rocher, Calenture no 227 de l'Hypogée, création au festival La route du Sirque à Nexon[58].
- 2017 : Car cœur sur la bouche, Calenture no 69 de l'Hypogée, création à Lasalle College of the arts, Singapour.
- 2017 : Spectres de Printemps, Calenture no 111 de l'Hypogée, création au Lycée français de Singapour[59].
- 2017 : Pour la Saint-Valentin, Calenture No 56 de l’Hypogée, récitation au Théâtre de l’Union – Centre dramatique du Limousin.
- 2017 : Car Je de Je, Calenture no 11 de l'Hypogée, création au Lycée français de Singapour, Singapour.
- 2018 : Coloris vitalis, Calenture no 1 de l'Hypogée, création au Théâtre de l'Union - Centre dramatique national du Limousin, en partenariat avec le festival trente trente[60].
- 2018 : Vagabondages, Calenture no 78 de l'Hypogée, exposition photographique à Singapour[61].
- 2018 : Un clown à la mer, Calenture no 55 de l'Hypogée, création au Théâtre de l'Union - Centre dramatique national du Limousin[62].
- 2019 : L’impossible retour, Calenture No 324 de l’Hypogée, récitation dans la forêt de Lann er Heric.
- 2021 : Soudain le clown, Calenture no 100 de l'Hypogée, création aux Scènes du Golfe, théâtres Vannes/Arradon[63].
- 2022 : Ah, les rats !, Calenture No 150 de l'Hypogée, création à la NEF à Saint-Dié des Vosges[64].
- 2022 : Chamboule tout ! Calenture N°79 de l'Hypogée, création au Manège - Scène nationale de Maubeuge.
- 2023: Le lombric criard, Calenture N°264 de l'Hypogée, création à L'espace Voltaire dans le cadre de l'exposition Super Terram[65].
- 2023 : Au cas où L'Ankou, Calenture N°13 de l'Hypogée, création au Théâtre de Cornouaille - Scène nationale de Quimper[66].
- 2024 : Les valets des étoiles, Calenture N°125 de L'Hypogée, création au Barlone - Le Cabaret chez Zézette[67]
- 2024 : Ronald Subliminal, Calenture N°163 de l'Hypogée, création à la Station Théâtre - La Mézière[68]

### Le clown Gramblanc
Jean Lambert-wild vit avec son clown blanc depuis plus de vingt ans. Ce clown nommé Gramblanc nourrit son travail d’interprète dans la plupart de ses spectacles. Il est d’abord apparu dans des situations de jeu extrêmes, appelées Calentures.
Jean Lambert-wild conçoit ce clown comme le ferait un illustrateur. Gramblanc est souvent affublé d’un pyjama rayé, blanc et bleu. Ce personnage étrange est un clown blanc moderne, une figure renouvelée par la poésie qu’il dégage et l’énergie qu’il déploie.

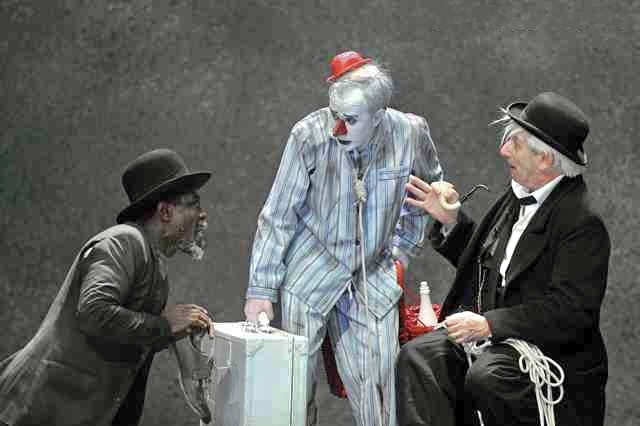
2014 - En attendant Godot.

Jean Lambert-wild est l'acteur de toutes ses Calentures qui sont, pour la plupart, écrites par Catherine Lefeuvre,, mais il a également joué dans les spectacles suivants :
- 1992 : Yvonne, princesse de Bourgogne, de Witold Gombrowicz, qu'il dirige et joue avec le Groupe 3, troupe Universitaire de Lyon III.
- 1993 : Les Troyennes de Sénèque qu'il dirige et joue avec le Groupe 3, troupe Universitaire de Lyon III.
- 1996 : L'île du salut, d'après La colonie pénitentiaire de Franz Kafka, que met en scène Matthias Langhoff. Création au Théâtre de la Ville à Paris.
- 1997 : V versus W, l’Impossible retour et Migraine, à partir de ses textes qu’il met en scène avec sa première compagnie L’écharpe rouge basée à Lyon.
- 2005 : Mue, Un discours de Sereburã, accompagné d'un rêve de Waëhipo Junior et des mythes de la communauté Xavante d'Etênhiritipa, Première Mélopée de l'Hypogée, spectacle de Jean Lambert-wild et Jean-Luc Therminarias. Création au Festival d'Avignon.
- 2010 : La Mort d’Adam, spectacle de Jean Lambert-wild, Jean-Luc Therminarias, François Royet et Thierry Collet. création au Festival d’Avignon.
- 2013 : Clinique d’un roi de Antoine Pickels : voix de Georges Chapman[72]
- 2014 : En attendant Godot de Samuel Beckett, spectacle signé Jean Lambert-wild, Marcel Bozonnet et Lorenzo Malaguerra. Création à la Comédie de Caen - Centre Dramatique National de Normandie : Lucky
- 2016 : Richard III - Loyaulté Me Lie de William Shakespeare : Richard III
- 2018 : Frida jambe de bois, mis en scène par Lorenzo Malaguerra avec la compagnie de l'Ovale. Création au Théâtre du Crochetan : La mort
- 2019 : Dom juan ou le Festin de Pierre. Création au Théâtre de l'Union - Centre Dramatique National du Limousin : Dom Juan
- 2019 : Les Cocottes en sucettes, mis en scène par Lorenzo Malaguerra avec la compagnie de l'Ovale. Création au théâtre du Crochetan[73] : Zizi Souflette
- 2020 : Le Théâtre brave le temps diffusée par France3 - Nouvelle Aquitaine[74] : La voix des épitomes
- 2021 : Antigone de Sophocle, mis en scène par Lorenzo Malaguerra : Le devin Tirésias[75]
- 2021 : La Chanson de Roland, spectacle de Jean Lambert-wild, Lorenzo Malaguerra et Marc Goldberg : Turold
- 2022 : Ubu Cabaret, un spectacle de Jean Lambert-wild et associés : L'Esprit nouveau
- 2023 : Pierre et le loup, concert avec le Quintette Kornôg, Les musicales du Golfe : Récitant[76],[77]
- 2024 : La ronde des Korrigans, concert avec Mariannig Larch'hantec et Jeremy Simon, Les Musicales du Golfe : Récitant[78],[79]
- 2025 : Le Roi se meurt, un spectacle de Jean Lambert-wild et Catherine Lefeuvre : Le roi Bérenger 1er

### Scénographie
Jean Lambert-wild est le scénographe de toutes les créations de son écmenésie et de ses calentures, mais il a également réalisé la scénographie d'autres projets :
- 1997 : Vater Land, de Jean-Paul Wenzel, un spectacle de Philippe Goyard, création au Granit, Scène nationale de Belfort[80].
- 1998 : Combat de Nègres et de Chiens, de Bernard-Marie Koltès, un spectacle de Philippe Goyard, création au Granit, Scène nationale de Belfort[80].
- 2014 : Babel, After the war, de Xavier Dayer et Alberto Manguel, un spectacle de Lorenzo Malaguerra, création au théâtre de Vevey[81].

## Productions audiovisuelles

### Discographie
- Drumlike in salty bathtub - 326 Music CD326001[82]
- Spaghetti's Club - "Le Point de vue de Lewis Caroll" - 326 Music CD326005
- Spaghetti's Club - "La Conclusion" - 326 Music CD326009
- L'Ombelle du trépassé - 326 Music CD326013
- Mon amoureux noueux pommier - 326 Music CD 326014

### Filmographie
- 2015 : Trace#2 Le mur, court-métrage écrit par Jean Lambert-wild et réalisé par François Royet
- 2016 : L'Étoffe des rêves - chronique d'une aventure théâtrale, film documentaire écrit et réalisé par François Royet autour de la création du spectacle Richard III - Loyaulté me lie[83].
- 2018 : Trace # 1 Aegri Somnia, court-métrage écrit par Jean Lambert-wild et réalisé par François Royet
- 2019 : Les Dessous de Frida, film documentaire écrit et réalisé par Christian Berrut, juin 2019[84]
- 2019 : Au-delà des mers, rêve de théâtre, film documentaire écrit et réalisé par Marie Maffre[85]
- 2020 : Trace#3, court-métrage écrit par Jean Lambert-wild et réalisé par François Royet

### Enregistrements audio
- 2020 : Il est la voix des épitomes pour les saisons #1, #2, #3, #4, #5, #6 et #7 de la série Le Théâtre brave le temps diffusée par France 3 -Nouvelle Aquitaine[86]
- 2021 : Un jour, un chapitre, lecture filmée pour les Scènes du golfe de Si le Soleil ne revenait pas ! de Charles-Ferdinand Ramuz[87].

## Publications

### Textes édités
- 1998 : Splendeur et lassitude du Capitaine Marion Déperrier aux Éditions Les Solitaires intempestifs  (ISBN 978-2-912464-39-2)
- 2003 : Crise de nerfs - Parlez-moi d'amour suivi de Ægri Somnia aux Éditions Les Solitaires intempestifs  (ISBN 978-2-84681-054-8)
- 2005 : Mue - Première Mélopée - Un discours de Sereburã accompagné d'un rêve de Waëhipo Junior et des mythes de la Communauté Xavante d'Etênhiritipa aux Éditions Les Solitaires intempestifs  (ISBN 978-2-84681-147-7)
- 2005 : Se Tenir Debout, Entretiens avec Mari-Mai Corbel aux Éditions Les Solitaires intempestifs  (ISBN 978-2-84681-148-4)
- 2009 : Spectres de Printemps, Collection Nervium (Comédie de Caen - Centre dramatique national de Normandie)
- 2009 : Demain le Théâtre: songes épars dans l'attente, aux Éditions Les Solitaires intempestifs  (ISBN 978-2-84681-264-1)
- 2009 : Comme disait mon père, suivi de Ma mère ne disait rien, Calentures no 65 et no 66, aux Éditions Les Solitaires intempestifs  (ISBN 978-2-84681-265-8)
- 2009 : Le théâtre comme lieu où raconter l'Espace, dans la Revue Espace(s) du CNES, aux Éditions l'Observatoire de l'Espace (ISBN 978-2-85440-014-4)
- 2010 : La Mort d'Adam - Deuxième Mélopée (Livre DVD) aux Éditions Les Solitaires intempestifs  (ISBN 978-2-84681-290-0)
- 2011 : L'Ombelle du Trépassé (Accompagné de chants bretons recueillis par Yann-Fanch Kemener) aux Éditions Les Solitaires intempestifs  (ISBN 978-2-84681-339-6)
- 2012 : Ghost dance - Collection Nervium (Comédie de Caen - Centre dramatique national de Normandie)
- 2012 : Adresse à l'ami, dans le Manifeste Hédoniste, aux Éditions Autrement de Michel Onfray  (ISBN 2746716127)
- 2012 : Ghost Dance - Remugles épars dans l'attente, et L’œil que je suis, dans la revue Frictions no 20[88]
- 2012 : L'Ombelle du Trépassé (Livre CD) aux Éditions Les Solitaires intempestifs  (ISBN 978-2-84681-381-5)2016 - Richard III - Loyaulté Me Lie[11].

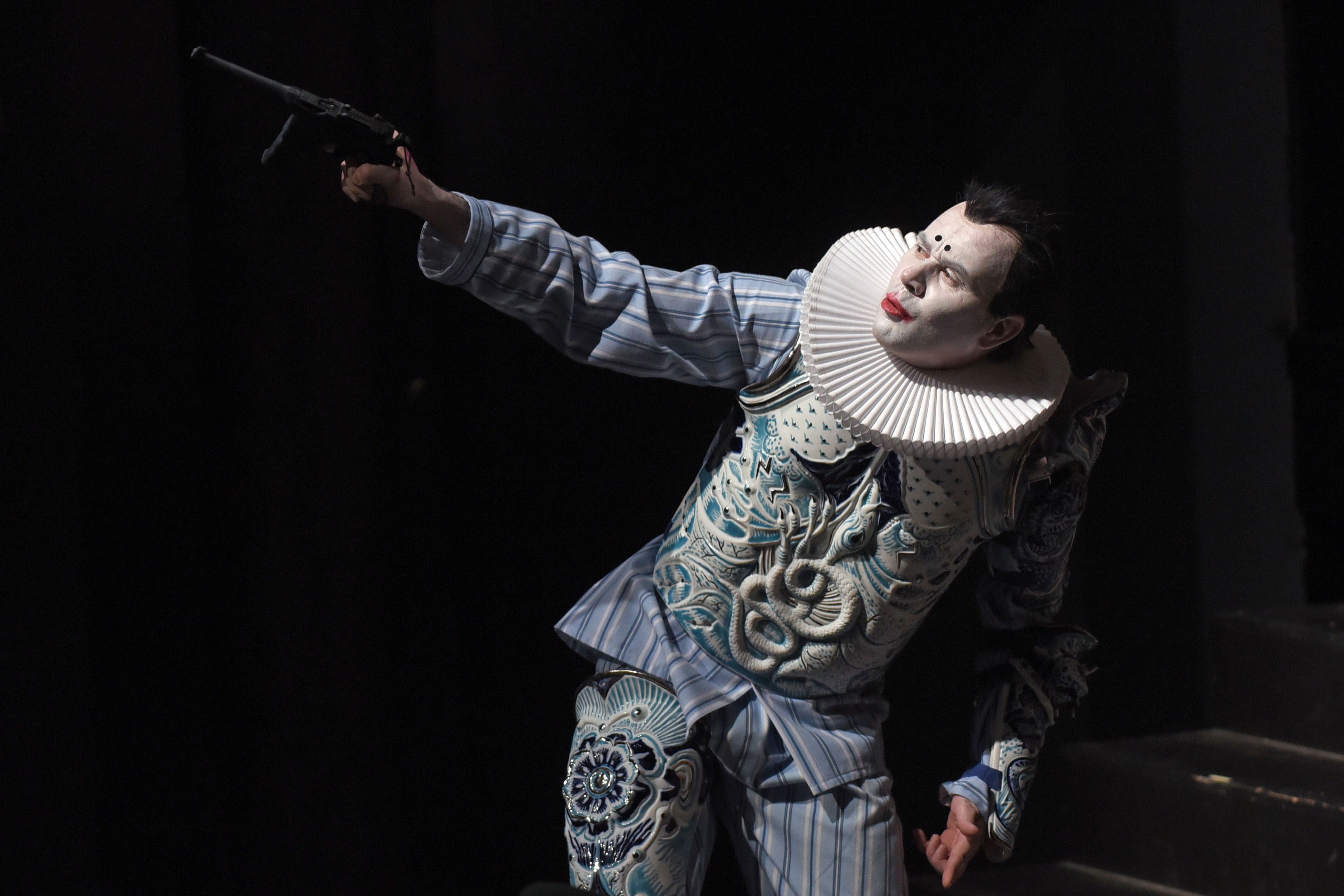
2016 - Richard III - Loyaulté Me Lie.

- 2013 : Tout allait mieux autrefois, même l'avenir, dans la revue Frictions no 21[89] (ISSN 1298-5724)
- 2014 : Space Out Space, dans la revue Espace(s) du CNES Éditions de L'Observatoire de l'Espace  (ISBN 9782854400274)
- 2014 : Déclaration de guerre, dans la revue Ces cris gravés, Éditions du Chameau  (ISBN 978-2-917437-52-0)
- 2015 : Aux frontières du Royaume, dans la revue Frictions no 24[90] (ISSN 1298-5724)
- 2015 : L'Armoire du diable, Une fable librement inspirée de contes tziganes, aux éditions Les Solitaires Intempestifs,  (ISBN 9782846814423)
- 2015 : La stratégie de la bicyclette, préface de la revue Frictions "Critique dramatique et alentours" rédigée par Jean-Pierre Han[91] (ISSN 1298-5724)
- 2015 : A poetic experience of the world, dans la revue Imagine 2020 - art and climat change - There is Nothing rédigée par Claudia Galhos aux éditions Art in site  (ISBN 978-989-95397-6-1)[92]
- 2016 : Richard III - Loyaulté me lie, suivi d'un essai de Raymond Geuss : Richard III, déchirement tragique et rêve de perfection. aux éditions Les Solitaires intempestifs  (ISBN 978-2-84681-472-0)
- 2016 : Discours d'Alexandrie, dans la revue Frictions no 26 - Printemps 2016 (ISSN 1298-5724)
- 2016 : La force atomique du fait divers, dans la revue Frictions no 27 - Hiver 2016 (ISSN 1298-5724)
- 2017 : Car cœur sur la bouche, extraits de poèmes, revue Catastrophes, revue électronique d'écritures contemporaines - 30 août 2017[93]
- 2017 : Mon amoureux noueux pommier, (Livre CD), aux éditions Les Solitaires intempestifs, décembre 2017  (ISBN 978-2-84681-507-9)
- 2019 : The Brook's Clown, éditions Achates 360[94]  (ISBN 9789811432293)
- 2019 : Fièvres de clown, éditions Carnets de Frictions, Jean Lambert-wild, 2019  (ISSN 1298-5724)
- 2020 : À la guerre comme à la guerre, dans la revue Frictions N.32, Jean Lambert-wild, été 2020  (ISSN 1298-5724)
- 2020 : La Chanson de Roland - La bataille de Roncevaux, aux éditions Les solitaires intempestifs, octobre 2020  (ISBN 978-2-84681-616-8)
- 2021 : Pas de gilet de sauvetage pour les poètes, dans la revue Frictions N.33, Jean Lambert-wild, printemps 2021  (ISSN 1298-5724)
- 2022 : Qui est le clown ? et La Geste du clown, dans la revue Frictions N.34, Jean Lambert-wild, printemps 2022  (ISSN 1298-5724)
- 2023 : La scène essence...La saine essence..la sénescence...Je ne sais plus, dans la revue Frictions N.36, Jean Lambert-wild, hiver 2023  (ISSN 1298-5724)
- 2023 : Puis la lumière s'est éteinte, dans la revue Frictions N°37, Jean Lambert-wild, été 2023  (ISSN 1298-5724)
- 2024 : 77 stupeurs clownesques en miroir d'un monde déconnant Frictions N°38, Jean Lambert-wild, été 2024[95]

### Travaux universitaires
- Phenomena, in Cahiers de l’Espace, Espace Gantner 1999 /  (ISBN 2-915151-02-4)
- Jean Lambert-wild – La scénographie high-tech, par Anne-Marie Lercher, revue L’Œil no 533, février 2002[96]
- Le Théâtre ? Une coopérative d’artistes par Lucille Garbagnati, revue Coulisses no 25, janvier 2002[97]
- Al Dente par Hervé Pons, revue Mouvements no 24, novembre 2002[98]
- Anges et chimères du virtuel par Corinne Pencenat, revue d’études esthétiques, 2002 /  (ISBN 2-908930-82-X)
- Vers un théâtre des interfaces par Otto Sholtz, revue d’études esthétiques, 2002 /  (ISBN 2-908930-82-X)
- Le théâtre comme art de la dépossession par Jean-Yves Lazennec, revue d’études théâtrales, Revue Registres no 8 2004 / (ISBN 2-87854-296-7)
- L’Art numérique par Edmond Couchot et Norbert Hilaire, Éditions Flammarion 2003 (p. 104- 105) /  (ISBN 2081225123)
- Le réel, paradis perdu, par Mari-Mai Corbel, revue Mouvement no 20, mars-avril 2004[99]
- Autour de Jacques Polieri : Scénographie et technologie, par Michel Corvin et Franck Ancel, Éditions de la BNF 2004 / (ISBN 2-7177-2296-3)
- Énergie du Grotesque – Crise de nerfs – Parlez-moi d’amour par Mari-Mai Corbel, revue Coulisses, no 30, mai 2004 / (ISBN 978-2-84867-064-5)
- Jean Lambert-wild par Chantal Boiron, Revue UBU – Scènes d’Europe no 32, juillet 2004[100]
- Un théâtre d’auteur – L’univers de Jean Lambert-wild par Corinne Pencenat, Théâtre Public no 174, juillet-septembre 2004[101]
- Œuvres à plusieurs, par Richard Conte, revue Plastik Automne 2004 /  (ISBN 2-85944-518-8)
- Environnements virtuels et nouvelles stratégies actantielles par Valérie Morignat, in Études théâtrales no 30 /2004 - Arts de la scène, scène des arts. Vol. III /  (ISBN 2-930416-18-1)
- Formes hybrides : vers de nouvelles identités, textes réunis par Luc Boucris et Marcel Freydefont, avec la collaboration d’Anne Wibo. Actes du colloque des 4 et 5 décembre 2003, organisé par le Centre d’études du XXe siècle de l’Université Paul-Valéry (Montpellier III). Publication : École d’architecture de Nantes - Centre d’études théâtrales de Louvain /  (ISBN 2-930416-18-1)
- Une techno-poétique par Mari-Mai Corbel, Revue Coulisses no 33, décembre 2004 / (ISBN 978-2-84867-124-6)
- Scientifiques de l’égarement par Judith Martin, Alternatives théâtrales, no 85-86 avril 2005 /  (ISBN 9782874280504)
- La Culture pour qui ? par Jean-Claude Wallach, Éditions de l’attribut, mars 2007 /  (ISBN 978-2-916002-02-6)
- Internet, un seisme dans la culture ? par Marc Le Glatin, Éditions de l’attribut, juin 2007 /  (ISBN 9782916002064)
- La mise en scène contemporaine par Patrice Pavis, Éditions Armand Colin 2008 /  (ISBN 978-2-2003-4043-8)
- L’écriture à Avignon (2010) : vers un retour de la narration ? par Patrice Pavis, The IATC webjournal, 2010 /[102]
- Manifeste hédoniste par Michel Onfray, Éditions Autrement, avril 2011 /  (ISBN 2746716127)
- L’Acteur et l’intermédialité. Les nouveaux enjeux pour l’interprète et la scène à l’ère technologique par Izabella Pluta, Édition L’Âge d’homme 2012 /  (ISBN 978-2-8251-4041-3)
- Théâtre du XXIe siècle : Commencements par Jean-Pierre Ryngaert et Julie Sermon, Éditions Armand Colin juillet 2012 /  (ISBN 2200271425)
- Raconter des Histoires – Quelle narration au théâtre aujourd’hui ? par Arielle Meyer, MacLeod et Michèle Pralong, Éditions Métis Presses avril 2012 /  (ISBN 978-2-940406-44-9)
- Bande-dessinée, animation, spectacle vivant par Sidonie Han, Revue Registres no 16 / 2013 /  (ISBN 2878545974)
- Le metteur en scène et ses doubles, actes du colloque au Grü/Trasnstheater à Genève, Éditions Métis Presses novembre 2012[103]
- La Sainte Apocalypse de Jean par Michel Onfray – préface de l’ombelle du trépassé[Quoi ?] /  (ISBN 978-2-84681-339-6)
- Scènes étrangères – War sweet war – Uspieni- Endormis, Izabella Pluta, Édition de la revue polonaise Teatr, 2013 /[104]
- Yann-Fañch Kemener – chant de vision de Sophie Denis, Éditions Vivre tout simplement, 2013  (ISBN 978-2-9535226-8-6)
- Pour un Théâtre multimédiums, dans la brochure Regard sur les rencontres Nationales THEMAA 2013, édité en décembre 2014 par l'association THEMAA dans le cadre des rencontres sciences et marionnettes[105].
- La Scène circulaire aujourd'hui, ouvrage dirigé par Romain Fohr et Guy Freize, Éditions L'entretemps, Avril 2015  (ISBN 978-2-35539-194-1)
- Noir, lumière et théâtralité, Véronique Perruchon, éditions Septentrion, Presses Universitaires, 2016  (ISBN 9782757412855) (ISBN 9782757414644)
- L'Étoffe des rêves - chronique d'une aventure théâtrale, film documentaire écrit et réalisé par François Royet autour de la création du spectacle Richard III - Loyaulté me lie. Diffusion sur France 3 Limousin lundi 11 avril 2016[106].
- Metteur en scène aujourd'hui - Identité artistique en question ? Ouvrage dirigé par Izabella Pluta et Gabrielle Girot Éditions Presses Universitaires de Rennes, 2017[107].
- De la transmission (entretien avec Guillaume Hasson), éditions Revue Frictions no 29, hiver 2017-2018[108]
- Fuites – Première tentative- court-métrage écrit par Jean Lambert-wild et réalisé par François Royet, novembre 2018.
- Les dessous de Frida - film documentaire écrit et réalisé par Christian Berrut, juin 2019[109]
- L’Acteur face aux mondes virtuels : limites et transgressions entretien réalisé par Izabella Pluta - Theatre in progress, 24 juin 2020[110].
- Voler en apesanteur de Franck Lehot aux éditions Deboeck, août 2020[111]  (ISBN 9782807325852)
- Culture Godot - En attendant Godot de Samuel Beckett et ses inscriptions culturelles, directeurs d'ouvrage Marjorie Colin et Yannick Hoffert, Classiques Garnier  (ISBN 978-2-406-12728-4)
- Scènes numériques, anthologie critique de Izabella Pluta  (ISBN 978-2-753-58318-4)
- La Laisse des mots, comités des Fêtes du Moustoir[112]  (ISBN 978-2-9574686-1-4)
- Comédie de Caen - 50 ans d'Histoires, Editions Les Solitaires Intempestifs  (ISBN 978-2-846817264)

## Distinctions
- 1996 : Lauréat de l'Aide à l'écriture dramatique, Ministère de la Culture pour Splendeur et Lassitude du Capitaine Marion Déperrier
- 2000 : Lauréat de la Bourse Villa Médicis hors les murs (États-Unis) pour la préparation et l'écriture de Spaghetti's Club - "Le point de vue de John Cage".
- 2009 : Bourse du CNL d'aide à l'écriture pour Tête perdue au fond de l'Océan - Première Mélopée
- 2010 : Nommé aux Molières Jeune Public pour Comment ai-je pu tenir là dedans, d'après la chèvre de Mr Seguin d'Alphonse Daudet[113]
- 2014 : Nommé au grade de Chevalier de l'ordre des Arts et des Lettres par le Ministère de la Culture et de la Communication[114]
- 2020 : Award for best Cover, Singapore Book Awards 2020, pour The Brook's Clown[115]
- 2020 : Award for the book of the year, Singapore Book Awards 2020, pour The Brook’s Clown[116]